# Le Lieu
Le Lieu is een gemeente en plaats in het Zwitserse kanton Vaud. De plaats ligt aan de noordoostelijke oever van het Lac de Joux. Le Lieu maakt sinds 1 januari 2008 deel uit van het district Jura-Nord vaudois. Voor 2008 maakte de gemeente deel uit van het toenmalige district La Vallée.
Le Lieu telt 844 inwoners.